# Jacint Salvadó i Aragonès
Jacint Salvadó i Aragonès (Mont-roig del Camp, Baix Camp, 1892 - Le Castellet, prop de Marsella, 1983) fou un pintor català, inclòs dins del grup conegut com l'escola de París.

## Biografia
De petit va patir paludisme i es va instal·lar a Barcelona. Es va formar inicialment a l'Escola de Llotja i va completar els seus estudis a Marsella i a París. A Marsella va entrar en contacte amb la Masoneria. Va viure aleatòriament entre París i Barcelona fins al 1936. Allà va entrar en contacte amb Picasso i Derain i a Barcelona va realitzar la seva primera exposició el 1921, a les Galeries Dalmau. En aquest període va esdevenir un dels pintors espanyols millors considerats al París de l'època, rebent bones crítiques de personatges com Waldemar George, Uhde i Charensol, qui deien que tenia la més prometedora carrera dels espanyols que hi havia a París. Va realitzar exposicions regularment cada dos anys, seguint el sistema expositiu parisenc i exposant a galeries importants com Bing, Worms Billiet o la Galeria de Simons Heller. En aquesta època va mantenir una relació amb la ballarina suïssa Anita Wiskemann. Posteriorment va viure a Le Castellet i més endavant a Zúric
A l'estat espanyol va tornar a exposar el 1973 a Madrid, a la galeria de Juana Mordó i dos anys més tard a Alacant. Ja en democràcia, el 1979 la galeria Orti de València li dedicà una exposició antològica.
La seva obra és molt coneguda a Alemanya, Suïssa i França, on va realitzar diverses exposicions. Considerat per alguns com un pintor de referència de la seva generació, a Catalunya el seu treball no ha tingut el reconeixement merescut, tal com van denunciar crítics de la talla de Maria Lluïsa Borràs l'any del seu centenari, que passà desapercebut. La Generalitat de Catalunya va arribar a programar una exposició per celebrar el desè aniversari de la seva mort, però la crisi econòmica de 1993 va posposar indefinidament el projecte.
El 2002 el Museu Reina Sofia de Madrid li va realitzar una exposició antològica i posteriorment el Museu d'Art Modern de Tarragona li va realitzar una altra.

## Obra
La seva producció, com la de molts artistes de l'època, va anar evolucionant estilísticament seguint la influència de les avantguardes de l'època. Durant els anys 20 del segle passat treballava seguint un estil proper a l'expressionisme figuratiu influenciat pels corrents alemanys. Posteriorment la seva obra es va veure influenciada pel cubisme de Picasso.
Més endavant els seus quadres van orientar-se cap al constructivisme abstracte, evolucionant amb els anys cap a una formulació gairebé matemàtica superpossant volums i colors, influenciat per Mondrian i arribant a un neoplasticisme on s'establiria artísticament, tracant els colors d'una manera molt particular, separant-se de l'estil de la Bauhaus i de Max Bill, admirats pel pintor.
Una de les seves obres més rellevants són les ceràmiques i vitralls de l'església de La Forclaz, de Novarina, realitzades el 1961.

## Exposicions rellevants
- 1927 i 1929: Galeria Bing. París.
- 1931: Galeria Worms Billiet. París.
- 1936: Salon des Artistes espagnols. Galeria del Jeu de Paume. París.
- 1924-1927: Saló de les Teuleries. París.
- 1925-1927: Salon d'Automne. París.
- 1026-1960: Salon des indépendants. París.
- 1948-1956: Salon des réalités nouvelles. París.
- 1973: Madrid.
- 1979: Galería Orti. València.
- 1994: Galeria Dalmau. Barcelona.
- 1999: Generalitat de Catalunya (comissariada per M. Ll. Borràs).
- 2002: Museu Reina Sofia. Madrid.
- 2005: Museu d'Art contemporani de Tarragona.